# Экзобаза
Экзобаза — нижняя граница экзосферы. Лежит на высоте, где средняя длина свободного пробега частиц равна высоте однородной атмосферы. Грубо говоря, это слой атмосферы, выше которого взаимные соударения уже не могут удержать частицы газов от вылета в космос. Над экзобазой частицы движутся по баллистическим траекториям и при достаточной скорости беспрепятственно покидают планету.
В атмосфере Земли экзобаза лежит на высоте около 500—1000 км в зависимости от солнечной активности: при высокой активности увеличивается толщина термосферы и, соответственно, высота экзобазы.
Температура на высоте экзобазы Земли колеблется вблизи 1000 К, что соответствует средней скорости атомов водорода около 5 км/с. Это меньше второй космической скорости для Земли на этой высоте (10,8 км/с); но скорости атомов вокруг среднего значения распределены широко, поэтому некоторые атомы водорода имеют шанс преодолеть притяжение планеты.
Высота экзобазы некоторых тел Солнечной системы (для планет-гигантов измерена относительно уровня с давлением 1 бар):
| Объект | Высота экзобазы, км |
| ------ | ------------------- |
| Венера | 160                 |
| Земля  | 450                 |
| Марс   | 180                 |
| Юпитер | 1600                |
| Сатурн | 2500                |
| Титан  | 1430                |
| Уран   | 4700                |
| Нептун | 2200                |
| Тритон | 930                 |
| Плутон | 1800                |